# Astragalus pseudocapito
Astragalus pseudocapito är en ärtväxtart som beskrevs av Dieter Podlech. Astragalus pseudocapito ingår i släktet vedlar, och familjen ärtväxter. Inga underarter finns listade i Catalogue of Life.